# 长沙话
长沙话（/ʦã13 sɔ33 fɔ21/），是汉语中湘语的一种方言，为新湘语的代表性方言，属于长益片，长株潭小片。典型的长沙方言在长沙市城区和长沙县所使用，并通行于城区与以四郊。宁乡县属于长沙方言之长株潭小片，有一定口音差异。而浏阳市西乡，镇头等部分乡镇属于长沙方言区。虽然长沙城区能够听到各种口音的湘方言或者其它方言，但一般认为长沙方言為城区或者附近郊区居民使用的本地方言。長沙方言獨樹一格，與普通話差別非常大，老派的長沙話更為難懂。

## 历史
早在1685年的《康熙长沙府志》便有記載长沙方言的等點：“徐曰齐”、“赚曰站”、“山三同音”，此与老派长沙方言相同。比較完整而清晰的相關记载是乾隆時期（1736－1795年）《长沙府志》，但与今日长沙方言比较有比较明显的差异：“黄曰王，潭曰淡，徐曰齐，崔曰趋，任曰仞，段曰邓，雷曰吕，梨曰李，容荣曰云，成臣曰仁，荒曰方，回曰惟，美曰米，贤曰延，诲曰斐，吉曰季，郁曰又，佐曰作，横曰文，分曰昏，浮曰匏，一曰裔，冈曰光，方言略如此。”
近代长沙方言在清末显现出的特点已经和现代长沙方言类似。最早完整记载长沙方言音韵是《训诂谐音》，成书于1882年。作者“星沙槐荫主人”编撰，“星沙淡云子校”。此书反映了清末（19世纪晚期）长沙方言的面貌。而《湘音检字》则是一部反映20世纪初长沙方言的韵书，此书反映了三套完整的语音体系：即20世纪初的国音、长沙读书音、长沙口语音。通过这些书理解近代长沙方言的演变。
| 记载     | 黄曰王   | 潭曰淡       | 徐曰齐   | 崔曰趋   | 段曰邓   | 雷曰吕   | 梨曰李   |
| -------- | -------- | ------------ | -------- | -------- | -------- | -------- | -------- |
| 语音现象 | 匣母脱落 | 平仄浊声相同 | 从邪不分 | 灰韵同虞 | 桓韵同登 | 灰韵读止 | 虞韵同止 |
| 长沙     | 保留     | 保留         | 保留     | 不存     | 不存     | 不存     | 不存     |

| 记载     | 容荣曰云     | 成臣曰仁 | 荒曰方   | 回曰惟   | 美曰米   | 贤曰延   | 浮曰匏     |
| -------- | ------------ | -------- | -------- | -------- | -------- | -------- | ---------- |
| 语音现象 | 以母读零声母 | 日禅相混 | hu-f相混 | 匣母脱落 | 齐韵同止 | 匣母脱落 | 清唇读重唇 |
| 长沙     | 保留         | 不存     | 保留     | 不存     | 不存     | 不存     | 保留       |

## 文化

### 湘剧
湘剧、长沙弹词和长沙花鼓戏都是由长沙方言为基础演唱的。湘剧以及长沙弹词的舞台语言是长沙方言与中州韵的结合。湘剧旧称“人戏”、“大戏”，并以长沙为中心，以及江西萍鄉、吉安等地，也流行于长沙府下属各县，故也称为大戲班子、長沙班子、湘潭班子、長沙湘戲、長沙湘劇。根据历史记载，“明洪武三年（1370年），朱元璋择封第八子为长沙王，建吉王府养伶人于府，又常邀民社献艺，曰湘乐。”外来的戏剧逐渐与本地文化相结合形成了湘剧。明嘉靖三十八年（1559年）徐渭所著《南詞敘錄》說：「今唱家稱弋陽腔，則出於江西，兩京、湖南、閩、廣用之。」可見當時弋陽腔已在湖南流行。後來青陽腔的影響日深，湘劇在曲牌中添入大段滾唱，形成高腔中的“放流”。
清朝康熙雍正年間，湘劇班社多以唱高腔為主，或兼唱崑腔，譬如福秀班、老仁和班。乾隆年間，湘劇班社逐漸增多，其中大普慶班則以唱崑腔為主。清代中葉徽調和漢調傳入，湘劇開始加入彈腔(又稱亂彈)，稱為南北路。南路是指二簧，北路則指西皮。道光年間，出現了最早以唱彈腔為主的仁和班。同治至光緒年間，不但班社蓬勃興起，而且各地紛紛辦起科班 ，僅長沙一帶，就先後設立30多班。後來，彈腔成為湘劇的主要唱腔，除《三國》、《水滸》、《楊家將》等歷史故事戲外，劇目尚有稱為“三十六按院”的一批公案戲，如《四進士》、《奇雙會》等。
民國時期，湘劇不斷發展。1921年，開始出現福祿坤班等女子科班，自此湘劇有了女演員。1938年12月，田漢曾舉辦短期訓練班，在湖南南部及廣西桂林一帶先後組成7個湘劇宣傳隊，作抗日戰爭的宣傳。在抗日戰爭中，湘劇受到嚴重的摧殘，許多戲班被迫流散，不少名演員在戰火中犧牲。
中華人民共和國成立後，曾經整理、創作了不少著名劇目，例如《琵琶上路》、《打獵回書》、《追魚記》等。高腔劇目《拜月記》和創作的現代戲《園丁之歌》都被攝製成影片。

### 方言节目
湖南电视台的本土方言节目比较兴盛，观众喜闻乐见，收视率比较高。如湖南经视的《越策越开心》、《一家老小向前冲》、《故事会》，湖南影视的《红胖子哈哈秀》……有名的主持人汪涵、马可、本土相声演员奇志、大兵、本土笑星周卫星、何晶晶等把长沙方言演绎得可谓淋漓尽致。长沙本土方言节目也反应了长沙本地文化兴盛的需求。
一些长沙话的歌曲也被带到了其他的地区。例如C-Block《爆出口》专辑的《就是咯里》就在辽宁卫视的梦想音乐节演出。《十三亿分贝》是专门收集方言歌曲的节目，其中长沙话的有C-Block《老时光》专辑的《老街的味》和马可的《亲爱的百丽圆》。

## 音韵

### 声母
新湘语老派长沙方言中声母有23个，新派长沙方言由于知章组的卷舌声母消失，只有20个声母，城区同时存在新派和老派，但新派居大多数，老派已经式微。但城郊及农村则仍然为老派。说明长沙方言正在不断变化中。新老派声母的差异主要集中在翘舌声母和尖团音上，中古的知章精庄在老派分平舌和翘舌，新派合流。
|        |        | 雙唇  | 唇齒 | 舌尖前 | 舌尖中 | 舌面前 | 舌面中 | 舌根音 | 喉   |
| ------ | ------ | ----- | ---- | ------ | ------ | ------ | ------ | ------ | ---- |
| 塞音   | 不送气 | p 比  |      |        | t 胆   |        |        | k 果   | Ø 熱 |
| 塞音   | 送气   | pʰ 痞 |      |        | tʰ 坦  |        |        | kʰ 可  |      |
| 鼻音   | 鼻音   | m 米  |      |        |        |        | ȵ 泥   | ŋ 岸   |      |
| 擦音   | 清音   |       | f 呼 | s 蘇   |        | ɕ 希   |        |        | x 風 |
| 擦音   | 濁音   |       |      | z 人   |        |        |        |        |      |
| 塞擦音 | 不送氣 |       |      | ʦ 宰   |        | ʨ 幾   |        |        |      |
| 塞擦音 | 送氣   |       |      | ʦʰ 採  |        | ʨʰ 起  |        |        |      |
| 邊音   | 邊音   |       |      |        | l 利   |        |        |        |      |

### 中古音

#### 知章精庄的比较
长沙方言中知章精庄与中古声母的異同比較：
| 中古声母     | 知     | 知     | 知     | 知     | 章     | 章     | 精   | 精   | 庄   | 庄   | 庄   |
| ------------ | ------ | ------ | ------ | ------ | ------ | ------ | ---- | ---- | ---- | ---- | ---- |
| 中古音等     | 二等开 | 二等合 | 三等开 | 三等合 | 三等开 | 三等合 | 洪音 | 细音 | 二等 | 三等 | 三等 |
| 例字         | 茶     | 桌     | 竹     | 猪     | 周     | 朱     | 三   | 心   | 山   | 生   | 双   |
| 中古声母     | ȶ      | ȶ      | ȶ      | ȶ      | ʨ      | ʨ      | s    | s    | ʃ    | ʃ    | ʃ    |
| 老派長沙方言 | ʦ      | ʦ      | tʂ     | ʨ      | tʂ     | ʨ      | s    | s    | s    | s    | s    |
| 新派長沙方言 | ʦ      | ʦ      | ʦ      | ʨ      | ʦ      | ʨ      | s    | ɕ    | s    | s    | ɕ    |

在长沙老派方言中，知组二等与庄组以及精组平舌"ʦ,ʦʰ,s"，而知组三等与章组开口翘舌"tʂ,tʂʰ,ʂ"，合口舌面音“ʨ,ʨʰ,ɕ”。而新派方言中中古知组三等合口和章组的三等合口依然为舌面音“ʨ,ʨʰ,ɕ”，但知组三等以及章组开口完全同其知二和精组合流了，全部平舌"ʦ,ʦʰ,s",庄组全部都是平舌，阳韵除外。

#### 疑母
长沙方言疑母与中古声母的异同比較：
| 中古声母 | 疑母洪音 | 疑母洪音 | 疑母洪音 | 疑母细音 | 疑母细音 | 疑母细音 | 疑母细音 | 疑母细音 | 疑母细音 | 疑母细音 | 疑母一等模韵 | 疑母一等模韵 | 疑母一等模韵 |
| -------- | -------- | -------- | -------- | -------- | -------- | -------- | -------- | -------- | -------- | -------- | ------------ | ------------ | ------------ |
| 中古音等 | 洪音     | 洪音     | 洪音     | 细音     | 细音     | 细音     | 细音     | 细音     | 细音     | 细音     | 模韵         | 模韵         | 模韵         |
| 例字     | 眼       | 岸       | 雁       | 言       | 严       | 艺       | 银       | 鱼       | 愿       | 元       | 午           | 五           | 吴           |
| 中古声母 | ŋ        | ŋ        | ŋ        | ŋ        | ŋ        | ŋ        | ŋ        | ŋ        | ŋ        | ŋ        | ŋ            | ŋ            | ŋ            |
| 長沙方言 | ŋ        | ŋ        | ø        | ø        | ȵ/ø      | ȵ/ø      | ȵ/ø      | ø        | ø        | ø        | ø            | ø            | ø            |

在长沙方言中疑母脱落相当严重，开口为ŋ,细音字读“ȵ”，相当多数的字脱落，或正在脱落成零声母ø。

#### 疑与影母的合流
中古的疑母与中古的影母声母并不相同，但在多数湘方言中，它们的洪音字合流了。
| 中古声母 | 疑母洪音与影母洪音合流 | 疑母洪音与影母洪音合流 | 疑母洪音与影母洪音合流 | 疑母洪音与影母洪音合流 | 疑母洪音与影母洪音合流 | 疑母洪音与影母洪音合流 | 疑母洪音与影母洪音合流 | 疑母洪音与影母洪音合流 | 疑母洪音与影母洪音合流 | 疑母洪音与影母洪音合流 |
| -------- | ---------------------- | ---------------------- | ---------------------- | ---------------------- | ---------------------- | ---------------------- | ---------------------- | ---------------------- | ---------------------- | ---------------------- |
| 中古音等 | 疑母                   | 影母                   | 疑母                   | 影母                   | 疑母                   | 影母                   | 疑母                   | 影母                   | 疑母                   | 影母                   |
| 例字     | 眼                     | 安                     | 硬                     | 恩                     | 偶                     | 欧                     | 牙                     | 哑                     | 艾                     | 爱                     |
| 中古声母 | ŋ                      | ø                      | ŋ                      | ø                      | ŋ                      | ø                      | ŋ                      | ø                      | ŋ                      | ø                      |
| 長沙方言 | ŋ                      | ŋ                      | ŋ                      | ŋ                      | ŋ                      | ŋ                      | ŋ                      | ŋ                      | ŋ                      | ŋ                      |

可見，在长沙方言中疑母洪音已经完全与影母合流了。

#### 鼻音和边音
长沙方言中泥来母洪音相混，n和l的音位可以互换，而细音不混，年连不同音。
| 中古声母  | 泥(n) | 泥(n) | 泥(n) | 来(l) | 来(l) | 来(l) | 泥(n) | 泥(n) | 泥(n) | 来(l) | 来(l) | 来(l) |
| --------- | ----- | ----- | ----- | ----- | ----- | ----- | ----- | ----- | ----- | ----- | ----- | ----- |
| 洪音/细音 | 洪    | 洪    | 洪    | 洪    | 洪    | 洪    | 细    | 细    | 细    | 细    | 细    | 细    |
| 例字      | 南    | 脑    | 拿    | 蓝    | 老    | 拉    | 泥    | 年    | 摄    | 梨    | 连    | 裂    |
| 中古声母  | n/l   | n     | n     | l     | l     | l     | n     | n     | n     | l     | l     | l     |
| 長沙方言  | n     | l     | l     | l     | l     | l     | ȵ     | ȵ     | ȵ     | l     | l     | l     |

### 韵母
老派长沙方言共有41个韵母，包括自成音节的m、n。长沙方言在100年时间，韵母经历了大量的鼻化，元音高化等过程。新派只有38个韵母。
|        | 阴声韵 | 阴声韵 | 阴声韵 | 阴声韵 | 阴声韵 | 阴声韵 | 阴声韵 | 阴声韵 | 阴声韵 | 阳声韵 | 阳声韵 | 阳声韵 | 鼻化韵 | 鼻化韵 | 鼻化韵 | 鼻化韵 |
| ------ | ------ | ------ | ------ | ------ | ------ | ------ | ------ | ------ | ------ | ------ | ------ | ------ | ------ | ------ | ------ | ------ |
| 开口呼 | ɿ 字   | ʅ 是   | a 麻   | ə 社   | o 波   | ai 海  | ei 嘴  | au 草  | əu 走  | ən 本  | an 班  | oŋ 红  | õ 搬   | ǝ̃ 扇   | n 你   | m 姆   |
| 齐齿呼 | i 齐   |        | ia 提  | ie 页  | io 脚  |        |        | iau 笑 | iəu 有 | in 兵  | ian 亮 | ioŋ 勇 |        | iẽ 天  |        |        |
| 合口呼 | u 谷   |        | ua 夸  | uə 国  |        | uai 块 | uei 跪 |        |        | uən 问 | uan 万 |        |        |        |        |        |
| 撮口呼 | y 煮   |        | ya 抓  | ye 热  |        | yai 甩 | yei 水 |        |        | yn 军  | yan 窗 |        |        | yẽ 专  |        |        |

|        | 阴声韵 | 阴声韵 | 阴声韵 | 阴声韵 | 阴声韵 | 阴声韵 | 阴声韵 | 阴声韵 | 阳声韵 | 鼻化韵 | 鼻化韵 | 鼻化韵 | 鼻化韵 | 鼻化韵 |
| ------ | ------ | ------ | ------ | ------ | ------ | ------ | ------ | ------ | ------ | ------ | ------ | ------ | ------ | ------ |
| 开口呼 | ɿ 字   | ɔ 麻   | ə 社   | o 波   | ai 海  | ei 嘴  | aʌ 草  | əu 走  | ən 本  | ã 班   | õ 搬   | ǝ̃ 扇   | n 你   | m 姆   |
| 齐齿呼 | i 齐   | iɔ 提  | iɪ 页  | io 脚  |        |        | iaʌ 笑 | iəu 有 | in 兵  | iɛ̃ 亮  |        | iẽ 天  |        |        |
| 合口呼 | u 谷   | uɔ 夸  | uə 国  |        | uai 块 | uei 跪 |        |        | uən 问 | uã 万  |        |        |        |        |
| 撮口呼 | y 煮   | yɔ 抓  | yɪ 热  |        | yai 甩 | yei 水 |        |        | yn 军  | yɛ̃ 窗  |        | yẽ 专  |        |        |

## 音节
新派长沙方言中有1000个左右有效音节（算声调），老派要多一些。下面以老派长沙方言音节举例（部分）：
| 韵母 | a        | ə        | o        | ai        | ei        | ao        | ən        | an        | õ        | i                          | ia                                                | iao                 | in        | ian                            | iẽ        | u        |
| ---- | -------- | -------- | -------- | --------- | --------- | --------- | --------- | --------- | -------- | -------------------------- | ------------------------------------------------- | ------------------- | --------- | ------------------------------ | --------- | -------- |
| p    | 巴 pa33  | 百 pə24  | 钵 po24  | 败 pai21  | 杯 pei33  | 宝 pao33  | 本 pən31  | 班 pan33  | 搬 põ33  | 皮 pi13                    | 壁 pia24（新派口音读pi24）                        | 表 piao31           | 兵 pin33  | 平 pian13（新派口音读pin13）   | 边 piẽ33  | 不 pu24  |
| pʰ   | 怕 pʰa45 | 拍 pʰə24 | 魄 pʰo24 | 派 pʰai45 | 配 pʰei45 | 跑 pʰao31 | 喷 pʰən33 | 胖 pʰan45 | 判 pʰõ45 | 披 pʰi33                   | 劈 pʰia24（白读音）                               | 漂 pʰiao31          | 品 pʰin31 | 拼 pʰian13（新派口音读pʰin13） | 篇 pʰiẽ33 | 伏 pʰu45 |
| t    | 达 ta24  | 德 tə24  | 夺 to24  | 大 tai21  | 队 tei45  | 道 tao21  | 等 tən31  | 当 tan33  | 短 tõ31  | 题 ti13                    | 滴 tia24                                          | 条 tiao13           | 亭 tin13  | 钉 tian33（新派口音读tin33）   | 田 tiẽ13  |          |
| tʰ   | 他 tʰa33 | 特 tʰə24 | 脱 tʰo24 | 太 tʰai45 | 退 tʰei45 | 套 tʰao45 | 等 tʰən31 | 汤 tʰan33 | 湍 tʰõ31 | 梯 tʰi33                   | 缔 tʰia24                                         | 斢 tʰiao13          | 厅 tʰin33 | 聽 tʰian33（新派口音读tʰin33） | 天 tʰiẽ33 |          |
| m    | 妈 ma33  | 麦 mə24  | 木 mo24  | 卖 mai45  | 每 mei31  | 卯 mao31  | 猛 mən31  | 慢 man21  | 满 mõ31  | 眉 mi13（新派口音读mei13） | 微 mia33（白读音mia，只有微小，微碎，微细中使用） | 猫 miao33（白读音） | 民 min13  | 明 mian13（新派口音读min13）   | 面 miẽ21  |          |

### 音韵特点
长沙方言有代表湘语的一面，又有对内同其它湘语不同的一面。下面举出一些特点加以说明。
1. 古全浊声母今逢塞音，塞擦音时，平声一律读不送气清音，仄声也绝大部分读不送气送气，少数字读送气清音，据《方言调查字表》统计，约60字，其中入声占半数。
2. 晓匣两母洪音合口今多数韵母的字读"f"，混于非组。例如：花：fɔ33，湖：fu13,灰：fei等。但通摄字混入晓匣母，例如：风：xən33，冯：xən13，开口也有非组混于晓匣母的如浮：xəu13，否：xəu53。

| 例字     | 花(晓) | 华(匣) | 风(非) | 缝(奉) | 浮(奉) | 否(非) | 饭(奉) |
| -------- | ------ | ------ | ------ | ------ | ------ | ------ | ------ |
| 中古音   | xua    | ɣua    | piuoŋ  | biuoŋ  | biu    | piu    | biuan  |
| 北京官話 | xua    | xua    | fuŋ    | fuŋ    | fu     | fou    | fan    |
| 長沙方言 | fɔ     | fɔ     | xən    | xən    | pəu    | xəu    | fã     |

1. 泥来两母洪音相混，细音不混；“脑lau=老lau”但“年ȵian≠连lian”
2. 遇摄三等鱼虞韵精组字今有读i

| 例字     | 取(虞) | 徐(魚) | 絮(魚) | 需(虞) |
| -------- | ------ | ------ | ------ | ------ |
| 中古音   | tsʰiu  | zio    | sio    | siu    |
| 北京官話 | ʨʰy    | ɕy     | ɕy     | ɕy     |
| 長沙方言 | ʨʰi    | ɕi     | ɕi     | ɕi     |

1. 咸山摄开口三等知章组字今读：善：s、展：ts、闪：s？战：ts和二等字“山”元音不同

| 例字     | 善(禅) | 展(知) | 闪(书) | 战(章) | 山(生) |
| -------- | ------ | ------ | ------ | ------ | ------ |
| 中古音   | ʑiɛn   | ʈiɛn   | ɕiem   | ʨiɛn   | ʃæn    |
| 北京官話 | ʂan    | tʂan   | ʂan    | tʂan   | ʂan    |
| 長沙方言 | sə̃     | tsə̃    | sə̃     | tsə̃    | sã     |

### 全浊清化
中古时代的全浊声母清化之后，各地方言的演化规则并不相同。长沙方言的平声不送气，而仄声也多数不送气，仅仅有部分送气和不送气两读（如：助、镯、轴）。北京官话平送仄不送的规则相比，长沙方言在全浊清化上基本上是平仄都不送，而永州老湘语则表面的是保留全部浊音。
| 地域名称       | 普通话(北京官话) | 长沙话（新湘语） | 永州湘语（老湘语） |
| -------------- | ---------------- | ---------------- | ------------------ |
| 豆（定母去声） | 不送             | 不送             | 浊                 |
| 甜（定母平声） | 送气             | 不送             | 浊                 |
| 读（定母入声） | 不送             | 不送             | 浊                 |
| 办（並母去声） | 不送             | 不送             | 浊                 |
| 盘（並母平声） | 送气             | 不送             | 浊                 |
| 白（並母入声） | 不送             | 不送             | 浊                 |

### 新老派差异
整体来说新老派长沙话之间有比较明显的差别，表现在发音、词汇、语法等各个方面。语法方面差别较小，在代际传承之间比较稳定。词汇方面则较不稳定，不光有新老派的差别，新派内部不同年代之间也有很大差别，最易出现代沟。发音方面的差别则由于体现在口头上所以最易体察，在老派和新派之间形成了比较明显的分野，各派内部又比较统一。
首先要指出的是，新老派的语音差别始于长沙主城区，经历了一个由老派口音占主导地位到新派占主体地位的此消彼长的过程。如今，长沙主城区生长的人中间，老派口音使用者所占的比例十分低，一般都是60-70岁以上的老年人（由于其出生地域不同而浮动。有的70岁左右的老人同样偏向于使用新派口音；相反，有些50-60岁的中老年人却偏向于老派口音），中青年以下的基本都是新派口音。随着城市的扩展，新派口音的强势，新派口音对老派口音的冲击正从主城区向5个市辖区的各个角落扩散，甚至波及到邻近的望城区和长沙县临近市区的地区。在发音方面，长沙新老派之间的区别渐渐明晰，并稳定下来。但是彼此之间的差距又不是非常大，和新老南京话等案例不能归于同类案例。至于时下一些少年儿童中由于推普而造成的方言水平下降，并衍生出的带有较重普通话口音的长沙话，并不属于新派长沙话之列。
以下列举新老派长沙话之间发音差别。从总体上来看，新派长沙话发音懒化，原先老派长沙话中的不少发音在新派中逐渐趋同。
| 例字   | 老派口音 | 新派口音 |
| ------ | -------- | -------- |
| 知(知) | tʂ       | ts       |
| 资(精) | ts       | ts       |
| 止(章) | tʂ       | ts       |
| 子(精) | ts       | ts       |
| 珍(知) | tʂ       | ts       |
| 争(莊) | ts       | ts       |
| 售(禪) | tʂ       | ts       |
| 愁(崇) | ts       | ts       |

#### 卷舌音的消失
中古的知组三等字和章组三等开口字在老派长沙话中为卷舌音，而庄组（包括知组二等字）和精组读平舌音。注意老派长沙方言的卷舌音不等同于普通话的卷舌音，其发音位置靠前，更类似于舌叶音。但在新派长沙方言中，知三章的开口字已经同庄组合流。
比如老派长沙方言中：“知tʂɿ(知母三等)”≠“资tsɿ(精母三等)”，“珍tʂən(知母三等)”≠“争tsən(庄母二等)”，“声ʂən(书母三等)”≠“生sən(庄母二等)”。
而在新派长沙方言中：“知tsɿ(知母三等)”=“资tsɿ(精母三等)”，“珍tsən(知母三等)”=“争tsən(庄母二等)”，“声sən(书母三等)”=“生sən(庄母二等)”。
卷舌音的消失并不是偶然，而是长沙方言自然演化的结果。最早的长沙方言韵书《估训谐音》与长派长沙话精知二庄平舌（ts），而知三章卷舌（tʂ）一脉相承，反应了19世纪末的长沙方言的格局。但在其后的《湘音检字》（成书于1930年左右）中，就已经开始出现合流，比如：知（tʂɿ）已经开始出现平舌的俗读音（tsɿ），昌（tʂʰaŋ）的俗读：tsʰaŋ。一些卷舌字开始混入平舌字，这些都说明长沙方言卷舌声母已经开始变化。到老派现在新派的完全不分，只是一个演化积累的结果。

#### 尖团合流
尖团音在音韵学的概念是指中古的精组细音读尖音（ts、tsʰ、s），而见组的细音腭化之后为团音（ʨ、ʨʰ、ɕ）。而尖团合流则是指精组细音完全腭化混同于见组细音。长沙方言的尖团合流也同样不是一蹴而就，而是通过萌芽，渐变到彻底占据主流的过程。最早的长沙方言《估训谐音》尖团对立，丝毫不混，至少在十九世纪中晚期，长沙方言的尖团音仍然分得非常清晰。虽然上世纪30年代长沙方言的主流依然能够分清尖团音（学者赵元任所记载的“我们所听到的长沙话，都是分尖团的），“妻tsʰi/期ʨʰi”，“希ɕi/西si”，“齐tsi/奇ʨi”在当时的长沙方言中声母不同，但实际上尖团合流已经开始萌芽。记录上世纪30年代的长沙方言韵书《湘音检字》中，出现了大量尖音字读团音的俗音，比如：“西ɕi=希ɕi”。此外学者杨时逢在30年代的《长沙音系》中记录的湖南一师范的两个青年学生的长沙话，就已经不再分尖团。从清晰可分，到现在长沙大多数人不分尖团，可以说是一个语言的演化过程。
| 例字     | 妻（尖音） | 期（团音） | 西（尖音） | 希（团音） | 跻（尖音） | 基（团音） |
| -------- | ---------- | ---------- | ---------- | ---------- | ---------- | ---------- |
| 中古音   | ʦʰiei      | kʰi        | siei       | hiəi       | ʦiei       | ki         |
| 老派口音 | ʦʰi        | ʨʰi        | si         | ɕi         | ʦi         | ʨi         |
| 新派口音 | ʨʰi        | ʨʰi        | ɕi         | ɕi         | ʨi         | ʨi         |

不仅仅是长沙方言尖团合流，长江流域及北方的大城市多数尖团合流。
| 例字     | 妻   | 期     | 西   | 希     | 跻   | 基     |
| 方言     | 尖音 | ' 团音 | 尖音 | ' 团音 | 尖音 | ' 团音 |
| -------- | ---- | ------ | ---- | ------ | ---- | ------ |
| 北京官话 | ʨʰi  | ʨʰi    | ɕi   | ɕi     | ʨi   | ʨi     |
| 上海吴语 | ʨʰi  | ʥi     | ɕi   | ɕi     | ʨi   | ʨi     |
| 南昌赣语 | ʨʰi  | ʨʰi    | ɕi   | ɕi     | ʨi   | ʨi     |
| 梅县客家 | tshi | ki     | si   | hi     | tsi  | ki     |

#### 韵母oŋ/ioŋ的消失
通摄舒声字"oŋ/ioŋ"在长沙市区内的主流语音与“ǝn/in”合并。这一变化可能是通摄在湘语中的自然演变。在老派中也有少部分人有这种读法，郊区部分地方也有类似的情况。长沙方言中一些避讳也与此有关，比如：芹菜由于“芹ʨin”通“穷ʨin”，故改口为富菜。
| 例字 | 老派口音 | 新派口音 |
| ---- | -------- | -------- |
| 穷   | ʨioŋ     | ʨin      |
| 用   | ioŋ      | in       |
| 红   | xoŋ      | xən      |
| 东   | toŋ      | tən      |

#### 元音高化
元音高化以及元音大推移是语音变化中非常常见的现象。在长沙方言中由于a的实际发音开口较小而且靠后，接近于ɑ，容易引起元音的后高化，即发生a-ɑ-ɔ-o-u链式高化的过程。目前长沙方言的麻韵(a)已经基本高化成为(ɔ)，歌戈(ɑ)高化成为(o)，果(o)高化成为(ʊ)。 

#### 新老长沙方言的现状
其实新老派的说法只是相对概念，也许相对于周边郊县的口音，老派长沙话的发音也已经相当“新”了。而如今，虽然老派长沙话在长沙城里人中间已经使用很少，但是并未从市区消失。在湖南花鼓等传统文艺中，老派口音得到了保留。更重要的是，从周边郊县进入市区的移民源源不断地将老派口音带入城里，虽然城里生长的人自己并不使用老派口音，但是在城里却还是可以经常听到老派口音的。这种代际之间的发音差别，越来越转变为一种地域差别，即：城市和乡村的区别。

#### 梗摄白读ian的消失
梗摄白读ian/iaŋ或者高化读iɔ̃在湘语各地在非常常见。在最早的长沙方言记载中，也有类似的读音，如湘音检字的湘音补遗中有记载：钉tian、零lian、精tsian、星sian、颈ʨian、轻ʨʰian，并且这些都是常用的口语音。在上世纪三十年代，一部分梗摄字的ian、in还有鲜明的文白异读。而今天的长沙方言中白读层逐渐退出了历史舞台，鲍厚星等人再调查老派长沙方言时，像“平，病，明，饼，晴，轻，颈，听，钉，星，醒，零”再也听不到白音读了。
| 例字 | 老派长沙口音 | 新派长沙口音 | 望城铜官镇方言 | 娄底方言 |
| ---- | ------------ | ------------ | -------------- | -------- |
| 病   | pian         | pin          | piaŋ           | biɔ̃      |
| 星   | sian         | in           | siaŋ           | si ̃      |
| 青   | ian          | in           | ia             | i        |
| 明   | mian         | min          | mia            | mi       |
| 零   | lian         | lin          | lia            | li ̃      |

### 城郊差异
郊区虽然以老派为主，但东郊，南郊的一部分地区有一些特殊读音，比如东郊黎圫的“然，月，川”等字。
|          | 船  | 穿   | 然 | 远 | 月 |
| -------- | --- | ---- | -- | -- | -- |
| 东郊黎圫 | ʨiõ | ʨʰiõ | iõ | iõ | io |
| 城区口音 | ʨyẽ | ʨʰyẽ | yẽ | yẽ | ye |

### 周边比较
长沙辖望城区，浏阳，宁乡，长沙县等，所以长沙方言与周边方言有比较高的相似性，但也有所获取。
| 例字       | 钉     | 日       | 谢（花谢） | 姐    | 星     |
| ---------- | ------ | -------- | ---------- | ----- | ------ |
| 望城铜官   | [tiaŋ] | [y]/[ȵi] | [ʨia]      | [ʨia] | [siaŋ] |
| 浏阳镇头   | [tiaŋ] | [ȵi]     | -          | [ʨia] | [ɕiaŋ] |
| 长沙县江背 | [tin]  | [y]/[ȵi] | -          | [ʦia] | [sin]  |
| 城区口音   | [tin]  | [zɿ]     | [ɕie]      | [ʨie] | [ɕin]  |

可以看到，在長沙市區方言比四郊的方言變化要快，長沙方言已經完成的尖團合流目前在一些比如江背鎮新派與老派之間進行，老派讀尖音，新派讀團音。此外，在城區早已經消失的梗攝白讀：iaŋ，可以在四郊到找，比如望城的星：siaŋ。

### 一些字的特定读音
很多字在长沙话中都有特定的读音，这通常和长沙话独有的词汇结合在一起。有些读音必须按照意思来，例如“咸”字在长沙话中作为“味道咸”时读作hán，作为“所有”时读作hǎ。
| 例字               | 音标 | 参考拼音  | 例句                              |
| ------------------ | ---- | --------- | --------------------------------- |
| 去                 | kə   | kè（克）  | 我咯里冇时间出去玩                |
| 解                 | gai  | gǎi（改） | 解放路已经堵起 到底是何解（哦改） |
| 咸（都，也作“夥”） | hʌ   | hǎ        | 咯地方咸是水                      |
| 的（助词）         | di   | dī（滴）  | 平原的地形很平坦                  |
| 么                 | mɔ   | mō        | 这得要挨到么时候                  |
| 下（副词）         | hɑ   | hǎ        | 到我屋里来玩下                    |
| 这（也作“个”“咯”） | gɔ   | gó        | 咯是老街的feel                    |
| 吃（习惯写“呷”）   | tʒjɑ | qiá       | 把嘴巴一抹又似于冇吃              |
| 撒（丢）           | sɑ   | sà        | 放肆撒噶咧                        |
| 累（劳累、麻烦）   | lyʌ  | liá       | 玩一天也不会累                    |
| 凹                 | je   | yé        | 这天气真的凹卵                    |

## 声调

### 四声六调
除轻声外，长沙方言和其它周边的新湘方言类似拥有5-6个声调。除轻声外，包括独立的入声在内，长沙方言共有六个声调，分别为阴平、阳平、上声、阴去、阳去和入声。长沙方言的四声六调与中古四声（平声、上声、去声、入声）以及中古的声母清浊之间有非常好的对应关系，清声母读阴调，浊声母读阳调，次浊声母多数读阳调。
长沙方言的阴平来自于中古清平声（包括全清与次清），阳平自来于中古浊平声（包括全浊平声以及次浊平声），上声来自于中古的全清，次清以及次浊上声，而阴去声来自于中古的清去声，而阳去声则由中古的次浊,全浊去声外加古全浊上声（浊上归去），长沙方言的入声调则包括所有的中古清浊入声字。长沙方言去声依据声母清浊分阴阳去，所以在普通话同音的：[在]/[再]、[洞]/[冻]、[地]/[帝]，在长沙话音同调不同。但长沙方言的入声不分阴阳。
| 中古声调     | 平声    | 上声    | 去声    | 入声    |
| 长沙方言声调 | 阴平    | 上声    | 阴去    | 入声    |
| ------------ | ------- | ------- | ------- | ------- |
| 中古全清     | [t] 低  | [t] 底  | [t] 帝  | [t] 德  |
| 长沙方言声调 | 阴平    | 上声    | 阴去    | 入声    |
| 中古次清     | [tʰ] 梯 | [tʰ] 体 | [tʰ] 涕 | [tʰ] 踢 |
| 长沙方言声调 | 阳平    | 上声    | 阳去    | 入声    |
| 中古次浊     | [l] 来  | [m] 满  | [l] 路  | [m] 木  |
| 长沙方言声调 | 阳平    | 阳去    | 阳去    | 入声    |
| 中古全浊     | [d] 徒  | [d] 舵  | [d] 蛋  | [d] 达  |

### 调值
长沙城区的调值与周边北片湘语的一些湘方言城市，比如娄底、湘阴、益阳、宁乡花明楼等地都非常相似。
| 方言点     | 所属小片 | 阴平 | 阳平 | 上声 | 阴去 | 阳去 | 入声 |
| ---------- | -------- | ---- | ---- | ---- | ---- | ---- | ---- |
| 长沙城区   | 长益片   | 33   | 13   | 41   | 45   | 21   | 24   |
| 浏阳镇头镇 | 长益片   | 33   | 13   | 42   | 45   | 21   | 24   |
| 湘阴       | 长益片   | 44   | 13   | 52   | 45   | 21   | -    |
| 益阳       | 长益片   | 34   | 13   | 41   | 13   | 21   | 45   |
| 娄底城区   | 娄邵片   | 44   | 13   | 42   | 35   | 11   | -    |

长沙方言的调值为阴平33、阳平13、上声31、去声45、入声24。在实际语流中可能为阴平33、阳平213、上声43、去声45、入声224。

### 入声调
长沙方言的入声字以独立调类存在，无塞尾韵。中古的入声为塞尾的促音，而长沙方言所谓的入声仅仅保持调类独立，而非塞尾韵，与中古入声不同。湘语长沙方言中：“家kɑ33/夹kɑ24，歌ko33/角ko24，多to33/夺to24，麻mɑ13/抹mɑ24”，仅音同调不同。因此湘语的长沙方言入声已经名存实亡，只能称为入声调，是入声的残留。湘语的入声调几乎都无塞尾韵。
| 漢字（中古聲母） | 中古音 | 普通话（北京官话） | 长沙话（新湘语） | 双峰话（老湘语） | 粤语 |
| ---------------- | ------ | ------------------ | ---------------- | ---------------- | ---- |
| 读（定）         | duk    | 阳平               | 入声             | 阴去             | 阳入 |
| 德（端）         | tǝk    | 阳平               | 入声             | 阳平             | 阴入 |
| 突（透）         | tʰuɑt  | 阴平               | 入声             | 阳平             | 阳入 |
| 白（並）         | bak    | 阳平               | 入声             | 阳平             | 阳入 |
| 百（幫）         | pak    | 上声               | 入声             | 阴去             | 中入 |
| 拍（滂）         | pʰak   | 阴平               | 入声             | 阳平             | 中入 |
| 木（明）         | muk    | 去声               | 入声             | 阳平             | 阳入 |

湘語长沙方言入声不论清浊，独立成调，但无塞尾韵。而老湘语双峰方言以及北京官话入声派散。

#### 散派
湘语长沙方言虽然保留了独立入声调，但无塞尾韵等同舒声，说明长沙方言的入声已经在消亡的最后一步，但实际上长沙方言的入声也有为数不少的例外字，并且受到官话的影响。大量的例外字和变调很可能引起入声调的进一步衰退至消亡。新湘方言中不乏将入声调消失派入阴声韵的比如汨罗和湘阴方言。
| 入声字   | 滑   | 粒   | 拉   | 炸   | 错   | 昨   | 嚼   | 式   | 剧   | 寂   | 玉   |
| 中古音   | ɣuət | liep | lɑp  | ʤæp  | ʦʰɑk | ʣɑk  | ʣiɑk | ɕiek | giak | ʣiek | ŋiok |
| 长沙方言 | 阴去 | 阴去 | 阴平 | 阴去 | 阴去 | 阴平 | 阳去 | 阴去 | 阴去 | 阴去 | 阴去 |

长沙方言入声调派散原因之一是长沙方言自身的演变结果，这个情况多半是并入阴去声，另外一个原因是一些汉字本身在中古就已经有去入两读，比如“错”字有"仓故tsʰu"和"仓各tsʰɑk"两切，对应去声和入声。现代吴语上海话的“错：tsu”也非入声。最后一种是官话的影响，放弃自身的读法，引入官话的发音方式。
此外在长沙方言中还有一些读入声的字在中古韵书中并非入声，比如“贽，置，炽，帜，塑，鼻，爸”等字，可能是偏旁误读，也可能是中古韵书并没有收录舒声读法。

### 次浊读阴调
长沙方言有部分次浊平声字（m、n、l）读阴平，比如“聋（来）lən33”，“蚊（微）mən33”，“拿（泥）lɔ33“，“研（疑）niẽ33”，而在普通话以及其它多数方言中他们都读阳平。“蚊”在湘方言各点多[mən]或[min]，也多读阴平33或者55。长沙方言读阴平调也与客赣方言有些类似。“拿”、“毛”、“蚊”、“萦（绕也）”、“蒙（覆也）”、“笼”、“聋”等字在一般方言中都读阳平，在客家方言中却相当一致地读为阴平，在赣方言中也有体现。此间的关联目前不太清楚。

### 文白异读
文白异读是汉语方言的一种特殊现象，指同一个汉字有不同的读音。长沙方言存在文白异读。凡是日常生活中的口语词，常常遵循本地白读音，凡是书面语、成语、新生词汇，往往是发文读音，更接近中国北方的发音。如长沙话“隻”文读：tsɿ 白读：tsɔ。不同年龄段的人群间彼此发音和用词差别明显。如果按年龄段划分，同一地区1950年代以前、1980年代以前和1980年代以后出生的人群有口音差异，1950年代以前出生的群体保留旧音成份多；1950年代至1980年代之间出生的群体，诸多熟悉土语，但大多数不熟悉旧音；1980年代以后出生的诸多不熟悉土语，仅仅熟悉音调，这一群体除了特有词汇以外，日常口语诸多以文读音为主。
这些读音能够反应不同层次的来源，比如从强势方言借入，或者是自身底层的读音。长沙方言也有丰富的文白异读。有一部分文白异读是方言重叠造成的。但由于受官话的冲击，产生大量的文白异读，出现一些中古浊声母字并不读阳调的现象，特别是阳去调。很典型的文白异读如“树木”的“树ɕy21”为白读阳去调，而“树立”的“树ɕy45”这种从官话借入的文读词读阴去调；“妹子”的“妹”读阳去调，而文读“妹妹”读阴去调。长沙话典型的文白读举例：
| 汉字 | 白读（阳去）                        | 文读                | 文白异读的层次 |
| ---- | ----------------------------------- | ------------------- | -------------- |
| 旋   | ʨiẽ21（仅指头发发旋）               | ɕyẽ13（旋转）       | 从邪不分       |
| 遗   | ie21（仅指漏，漏掉，漏饭，漏米）    | i33（遗留,遗产）    | 两读           |
| 无   | mau21（口语词汇，表示没有，也作冇） | u33（无法、无边）   | 两读           |
| 射   | sɑ45（扔出，射出）                  | sǝ45（射箭，射击）  | 官话借入文读   |
| 夜   | iɔ21（夜饭，夜里，神根半夜）        | iɪ45（夜晚）        | 官话借入文读   |
| 动   | tǝn21（动手，动作）                 | tǝn21）活动，动物） | 官话借入文读   |

由于中国教育中使用的中国标准语普通话去声并不分阴阳，长沙方言为母语者往往并不能准确的区别一些非常用汉字是否为阳去字或者阴去字。则多半用阴去调代替。这也是文白异读大量产生的原因。比如“贤惠”的“惠”，“代理”的“代”都本为阳去调字，但经常读成阴去。所以长沙方言的阳去正在受到冲击，最终可能的结果是大量的阳去字混入阴去，去声不再分阴阳。

## 修饰

### 子尾
长沙方言的“子”尾很发达，比普通话的范围大得多。不但可以用在名词后面，还可以用在形容词、副词、数量词后面。子尾丰富是湘方言的特色之一。例如：
| 普通话说法 | 蚂蚁   | 树叶   | 老鼠   | 指甲   | 今年   | 眼珠   | 衣架   | 口哨   | 汽车喇叭 | 皮肤气色 | 口音 |
| 长沙方言   | 蚂蚁子 | 树叶子 | 老鼠子 | 指甲子 | 今年子 | 眼珠子 | 衣架子 | 叫珠子 | 卫子     | 水色子   | 尾子 |

- 名词后：老鼠子、麻雀子、蚂蚁子、指甲子、蜘蛛子、枣子、针鼻子、被里子、衣架子、布头子、今年子、去年子、早年子、夜间子、平常年子。
  - 在长沙方言中，一些动词形容词加子尾可以名词化，比如：“倒立”是动词，而“倒立子”则是名词，如：“打倒立子”。
- 形容词后：一般子、大套子（平平常常），表示颜色的形容词加子尾之后，可以表示不太显眼的颜色。比如“黄黄子色”仅仅表示“微微泛黄”。
- 副词后：大概子、时刻子、慢慢子、细细子。
- 数量词后：一顿子、一两天子、百把块子、斤把子、几只子。数量词加子尾，有时候表示说话人不确定准确数量，比“斤把子”仅仅表示一斤上下。“一两天子”表示“一天或两天”。

### 唧尾
相对于子尾，唧尾少很多，仅仅用于少数常用词，比如猫唧（猫），奶唧（奶头），妹唧（女孩，含调侃意味）。

## 词汇

### 代词

#### 人称代词
长沙方言中的人称代词，城郊用法存在差异，市区用词比较官化。
| 代词      | 第一人称 | 第一人称    | 第二人称 | 第二人称    | 第三人称 | 第三人称     |
| 代词      | 单数     | 复数        | 单数     | 复数        | 单数     | 复数         |
| --------- | -------- | ----------- | -------- | ----------- | -------- | ------------ |
| 郊区方言1 | 我 ŋo    | 我俚 ŋo li  | 汝 n     | 汝俚 n li   | 他 tʰa   | 他俚 tʰa li  |
| 郊区方言2 | 我 ŋo    | 我人 ŋo nin | 汝 n     | 汝人 n nin  | 他 tʰa   | 他人 tʰa nin |
| 城区方言  | 我 ŋo    | 我们 ŋo mən | 你 ni    | 你们 ni mən | 他 tʰa   | 他们 tʰa mən |

此外，长沙话中也经常用“别”字来称人。通常用于第三人称且非正式场合。
| 普通话 | 人 | 年轻人 | 老人 | 傻子 | 没见识的人 |
| 长沙话 | 别 | 细别   | 老别 | 傻别 | 乡里别     |

#### 疑问代词
| 普通话   | 长沙方言     | 参考音标         | 例句                                |
| -------- | ------------ | ---------------- | ----------------------------------- |
| 谁       | 哪个         | nai ko           | 个是哪个人在这里？                  |
| 什么     | 么子         | mo ʦɿ            | 那边有个么子东西？                  |
| 什么东西 | 么家         | mo ʨiɔ           | 你在干么家？                        |
| 什么时候 | 么时候、几时 | mo sɿ xəu, ʨi sɿ | 要等到么时候/几时？                 |
| 怎样     | 何解、何式   | ogai, osɿ        | 你要何解咯？                        |
| 为什么   | 何解         | ogai             | 个里何解个堵？ （这里怎么这么堵？） |
| 好多钱   | 好钱         | haojen           | 到高桥好钱？                        |

### 名词
长沙话对很多名词都有方言用词。下表只列举了亲属称谓、时间称谓、身体称谓。
亲属称谓
| 普通话 | 长沙方言 | 参考音标        |
| ------ | -------- | --------------- |
| 爸爸   | 爷       | iɔ              |
| 妈妈   | 姆妈     | m ma            |
| 爷爷   | 嗲嗲     | diɔ diɔ/dia dia |
| 奶奶   | 娭毑     | ŋai ʨie         |
| 外公   | 外公     | uai kən         |
| 外婆   | 外婆     | uai po          |
| 小姑   | 细姑     | ɕi ku           |
| 小舅   | 细舅     | ɕi ʨiəu         |
| 大舅   | 大舅     | dai ʨiəu        |
| 小姨   | 细姨     | ɕi i            |
| 妻子   | 堂客     | dan ke          |
| 情人   | 利格烂   | li ge lan       |
| 儿子   | 崽       | zai             |

时间称谓
| 普通话   | 今天            | 明天            | 前天 | 大前天 | 大后天     | 傍晚 | 晚上        |
| 长沙方言 | 今天/今日(ȵi)子 | 明天/明日(ȵi)子 | 前天 | 先前天 | 晏(ŋɑ̃)后天 | 断黑 | 夜嘎子/晚上 |

身体称谓
| 普通话   | 头           | 眼睛        | 脖子         | 膝盖             | 手臂             | 手指            | 睫毛             |
| 长沙方言 | 脑壳 lau kʰo | 眼睛 ŋɑ̃ ʨin | 颈根 ʨin kən | 膝头古 ɕi teu ku | 手巴子 seu pɔ ʦɿ | 指码子 ʦɿ mɔ ʦɿ | 眼眨毛 ŋɑ̃ ʦɔ mau |

其他称谓
| 普通话     | 长沙方言 | 例句                           |
| ---------- | -------- | ------------------------------ |
| 次货       | 笸箩货   | 坡子街有很多的笸箩货           |
| 样子       | 样范     | 就像我这样范                   |
| 湘江西岸   | 河西     | 岳麓山在河西                   |
| 臭豆腐     | 臭干子   | 岳麓山和坡子街有很多卖臭干子的 |
| 方法       | 路       | 已经冇别的路了                 |
| 事故       | 路       | 小心点，不要出路               |
| 假话       | 泡泡子   | 说话不要一口的泡泡子           |
| 粗鲁的语言 | 痞话     | 何解恒子一口痞话               |
| 非法营运   | 黑脑壳   | 五一路上尽是黑脑壳             |
| 骗子       | 鹾巴子   | 街上很多乞丐都是鹾巴子         |
| 小孩子     | 细伢子   | 细伢子夥在广场那栋耍           |
| 胃         | 消食马桶 | 今天晚上灌满了消食马桶         |

### 动词
长沙话的动词非常有特色，很多词语在普通话都是没有的。见下表：
| 普通话   | 长沙方言 |
| -------- | -------- |
| 叠在一起 | 打堆     |
| 吃饱了   | 打滞     |
| 不专心   | 打野     |
| 闲逛     | 打流     |
| 谈心     | 打讲     |
| 停下来   | 打止     |
| 张望     | 打望     |
| 不合脚   | 打脚     |
| 偷懒     | 打哑     |

| 普通话   | 不直爽   | 乱说     | 啰嗦     | 受打 | 动手 | 骗      | 乱说话   | 啰嗦   | 骄傲   | 诱骗   | 奉承   |
| 长沙方言 | 结精逛精 | 夹多利多 | 七里八里 | 受嗯 | 栋头 | [tso]鹾 | 杨五六正 | 讲多话 | 转泛子 | 带笼子 | 摸罗拐 |

| 普通话   | 开始 | 走路        | 出事故 | 吃 | 钓妹子 | 吐 | 遇到困难 | 解决问题 |
| 长沙方言 | 架场 | 丢嘎子/11路 | 出路   | 呷 | 踱腿   | 呸 | 呷难饭   | 了难     |

### 副词
在长沙话中，一些字都是用的方言用词。
| 普通话   | 没 | 了 | 的   | 都                  | 个 | 掉 | 这                 |
| 长沙方言 | 冇 | 哒 | [di] | 哈[hǎ] 文言用法：咸 | 杂 | 噶 | 啯/咯 文言用法：个 |

### 形容词
长沙方言中表示一个事物性质和状态的副词十分丰富和发达，而且其中一些只能严格用于某个特定的形容词前，非常复杂。例如对黑颜色的形容，在长沙方言中可以用“蔑（mià）黑的”，其中“蔑（mià）”就是只能严格用于形容“黑”的副词。还比如用“通（thèn）红的”，“梗（kenh）绿（leuh）的”，“渗（sèn）白（peh）的”。
| 普通话   | 正经     | 讲无用的话 | （大脑）混乱 | 乱     | 凶    | 简便 | 湿的   | 不听话   | 不好   |
| 长沙方言 | 作古正经 | 屎少屁多   | 散板         | 稀巴烂 | 恶[o] | 聊撇 | 价湿的 | 不戴爱相 | 不嬲塞 |

### 感叹词
| 普通话   | 见鬼   | 天哪                | 不好 | 哎哟 |
| 长沙方言 | 碰哒鬼 | 嬲（作本义时读nià） | 耶卵 | 喔活 |

### 数词
在长沙的社会底层，数字有另一套代码：普通话的一二三四五在长沙黑话中说江兜神哨伟，也就是“一”用“江”代替，“二”用“兜”代替，依次类推。多数地区不适用这一套代码。

## 常用熟语
長沙方言中有一些四字熟語非常生動：
| 长沙熟語 | 一打无风   | 冷火秋烟 | 不出烟屎   | 油抹淋光   | 寻丝觅缝 | 无皮泻血     |
| -------- | ---------- | -------- | ---------- | ---------- | -------- | ------------ |
| 解释     | 一去无消息 | 场面冷清 | 无名小人物 | 油光光发亮 | 想方设法 | 无耻至极     |
| 长沙熟語 | 猪头木寸   | 皮筋刮瘦 | 飞天蜈蚣   | 雷急火急   | 世纪卵谈 | 杵脸幔嘴     |
| 解释     | 呆子       | 非常瘦   | 无法无天   | 非常急     | 鬼扯     | 脸拉长嘴撅起 |

## 长沙塑料普通话
长沙塑料普通话是蓝青官话的一种。蓝青官话是方言区的人用夹杂着各地方音说出的普通话。
随着长沙城市发展的加快，外来人口的大量涌入模仿本地方言，和本地人放弃自己方言向普通话靠拢，长沙塑料普通话随之而生。“塑料”一词有调侃的意味，表示这种人造语言的尴尬地位。塑料普通话也可见于其它南方城市，比如南昌的塑料普通话，武汉的弯管子普通话。反应了普通话强势影响下南方方言的弱势地位，以及操方言者的心态。
长沙塑料普通话是一种混合人造语言，声调基本是借了用长沙方言，但有所减少，比如阳去消失与阴去调合并，入声归派；杂有本地词汇和普通话的词汇；放弃长沙本地的语法，改为普通话式的说法。
举例说明普通话，长沙方言，以及长沙塑料普通话的讲法：
例1
- 普通话：你问41了他没有？（数值为调值）
- 长沙话：你问21哒他冇啰？（数值为调值）
- 长沙塑料普通话：你问45了他没有啰？（数值为调值）

例2
- 普通话：饭还没吃完，他就来了。
- 长沙话：饭还冇喫（qiá）得完，他就来嘎哒。
- 长沙塑料普通话：饭还没吃完，他就来了。

可以看到长沙塑料普通话放弃了“问”原有的阳去21读法，而模仿官话读成长沙话的阴去45调值。放弃了江东方言普遍使用的“喫”而用官话的“吃”。此外本土表示完成的固有词“嘎ga/嘎哒ga-da”和疑问词"冇啰”也同时被放弃，比如“得”字的特殊用法也同时被放弃，比如“吃得完”不是表示“能够吃完”，而是表示“吃”这个动作没有完成。所以长沙塑料普通话是一种已放弃自身特征为代价，全面向普通话靠近的语言。强势方言总会影响弱势方言，普通话为代表的北方官话是典型的强势方言。弱势方言会产生向强势方言靠近。

### 词汇的变化
一些词汇因为时过境迁而消失，一些词汇又会兴起，比如“打背躬（窮）”这个词汇已经不在长沙方言中使用了，"通麻的（很差）"這個词汇是上世纪90年代兴起的。但由于受到教育和宣传等因素的影响，方言特别是大城市的方言会慢慢中国标准语靠近，放弃自身特色。比如长沙方言中新派词汇就有明显差别，湘语自身的特色在慢慢消失。
| 词意 | 老派用法 | 新派用法 |
| ---- | -------- | -------- |
| 晚上 | 夜嘎子   | 晚上     |
| 晚饭 | 夜饭     | 晚饭     |
| 你   | 恩(汝)   | 你       |
| 你们 | 恩俚     | 你们     |

### 不标准普通话教学
根据1980年代以前长沙地区汉语拼音教学情况来看，由于当时部分语文教师汉语拼音发音不准，在汉语拼音教学实践中，常将长沙方言音调作为教导学生汉语拼音的音调，各个教师不尽一致，但这类教师汉语拼音四声按以下方式定调：
- 第一声：阴平
- 第二声：阳平、入声
- 第三声：阳去
- 第四声：阴去、上声

### 危机
现在的长沙话受到中国官方语言—普通话的很大影响，正在逐渐失去自身的新湘语特色。长沙方言尤其在长沙市区受到普通话的更大影响，其生存空间被进一步压缩。这种困境最终可能导致长沙话消失。目前媒体和语言学者已经开始关注长沙方言的生存问题,包括长沙方言在内的湘方言亟待保护。
1. 长沙话，你慢些变《晨报周刊》065期稿件
2. 保护和发展“正在消失的长沙话”及其方言文化 彭泽润
3. 长沙晚报 2010年8月6日  正在消失的长沙话。
4. 长沙晚报 2010年8月25日 80%长沙孩子习惯讲普通话是否需保护方言？
5. 长沙晚报 2010年8月26日 星辰长线 长沙话20年后将消失? 80%长沙伢子习惯普通话。
6. 长沙晚报 2010年8月27日 长沙话20年后将消失？ 文史专家：长沙话不会消失。
7. 长沙晚报 2010年8月29日 长沙话进化成塑料普通话。
8. 长沙晚报 2010年8月27日 长沙话会不会像传闻所说会消失?

## 常用本字

### 长沙方言中常见的字的本字
| 词意 | 长沙方言音 | 中古拟音 | 意                | 例句                                     |
| ---- | ---------- | -------- | ----------------- | ---------------------------------------- |
| 倾   | kʰuan33    | kʰĭuɛŋ   | 倾倒，扔，泼      | 倾屑子(倒垃圾)，倾得我身上（泼在我身上） |
| 涎   | ʦan13      | zĭɛn     | 口水              | 下巴涎(xɔ pɔ ʦan)                        |
| 泻   | ɕia45      | sia      | 烂的，不成型的    | 泻泥巴(ɕia ȵi pɔ)                        |
| 凚   | ʨin21      | giem     | 凚:寒極也。非常冷 | 打凚(tɔ ʨin 冷得发抖）                   |
| 斜   | ʨʰiaŋ45    | zia      | 与直相对          | 斜对面(ʨʰiaŋ tei miən)                   |
| 伏   | pʰu45      | biuk     | 趴着，靠着        | 伏(pʰu)得桌子上（趴在桌上）              |
| 觑   | ʨʰi45      | ʦʰio     | 近看，窥视        | 在旁边觑（在旁边看）                     |
| 湓   | pən13      | pən      | 水涌出            | 水湓出来了（水涌出来了）                 |
| 泪   | li45       | lui      | 眼泪              | 眼泪水 （ŋan li ɕyei）                   |

### 现代长沙方言声母与汉语拼音声母（现代标准汉语）比较表
| 序号 | 长沙方言          | 汉语拼音                        | 长沙方言音标 | 长沙方言字例 |
| ---- | ----------------- | ------------------------------- | ------------ | ------------ |
| 1    | p                 | b                               | [p]          | 巴           |
| 2    | ph                | p                               | [pʰ]         | 喷           |
| 3    | m                 | m                               | [m]          | 妈           |
| 4    | f                 | f（部分对应h）                  | [f]          | 扶           |
| 5    | t                 | d                               | [t]          | 登           |
| 6    | th                | t                               | [tʰ]         | 它           |
| 7    | ng                | —                               | [ŋ]          | —            |
| 8    | n                 | n                               | [n]          | 南           |
| 9    | l                 | l                               | [l]          | 辽           |
| 10   | k                 | g                               | [k]          | 勾           |
| 11   | kh                | k                               | [kʰ]         | 刊           |
| 12   | h                 | h（部分对应f）                  | [x]          | 还           |
| 13   | c                 | j                               | [ʨ]          | 鸡           |
| 14   | ch                | q                               | [ʨʰ]         | 妻           |
| 15   | sh                | x                               | [ɕ]          | 西           |
| 16   | ts                | z（对长沙话新派而言实际包括zh） | [ʦ]          | 资           |
| 17   | tsh               | c（新派实际包括ch）             | [ʦʰ]         | 疵           |
| 18   | s                 | s（新派实际包括sh）             | [s]          | 思           |
| 19   | zh（新派实际为z） | r                               | [z]          | —            |
| 20   | 不表记            | y                               | [j]          | 衣           |
| 21   | 不表记            | v（w）                          | [v]（[w]）   | 乌           |

## 特殊用語

### 儿语
儿语是幼童在学习语言过程中，模仿出来的一套过渡语言。长沙方言中有一些特殊的儿童用词，多为双声叠词。表现了儿童的语言特点。
长沙方言中常用的儿语举例（以下都拟声词，不代表本字）：
- 济济 ʨi21-ʨi45（奶水），另有劳白济（人奶），牛济济（牛奶）
- 巴巴 bɑ45-bɑ（肉），例如鱼巴巴（鱼肉）、肉巴巴（肉）
- 巴巴 bɑ41-bɑ（脏东西／粪便）
- 个个ko45-ko（蛋）
- 咬咬 ngɑ45-ngɑ（咬人的虫或者其它）
- ʨio21-ʨio（鸡），li45-li（鸭），lo45-lo-（猪）

这些词有些是拟声，比如“鸡蛋”叫“个个 ko45-ko45”是模仿母鸡下蛋声。儿语词汇偶尔也会被成年人用于生活之中。

### 童谣
长沙童谣非常丰富，颇有趣味。《月亮粑粑》就是一首代表性的长沙童谣。
《月亮粑粑》
月亮粑粑[pɔ]33，肚里（里面）坐个爹爹[tiɔ]33，
爹爹出来买菜[ʦai]45，肚里坐个奶奶[nai]45， 
奶奶出来绣花[fɔ]33，绣隻糍粑[pɔ]33，
糍粑跌得井里，变隻蛤蟆[mɔ]33， 
蛤蟆伸脚[ʨio]24，变隻喜鹊[ʨʰio]24，
喜鹊上树[ɕy]21，变隻斑鸠[ʨy]21，
斑鸠咕咕咕[ku]-，和尚喫豆腐[fu]-，[注：轻声]
豆腐一蒲渣[ʦa]33，和尚喫粑粑[pa]33，
粑粑一蒲壳[kʰo]24，和尚喫菱角[ko]24，
菱角溜溜尖[ʨiẽ]33，和尚望著天[tʰiẽ]33，
天上四隻字[ʦɿ]21，和尚犯著事[sɿ]21，

事又犯得恶[o]24，抓著和尚剁脑壳[kʰo]24。
《打蜂蜂》
天上的星星挤密啊密，地上的石头估挤得冇得缝。

拿起扎扫把打蜂蜂[heng3heng4]（金龟子），哈哈冇打中。
《哭脸巴》
哭脸巴，油菜花，
打烂罐子嚄（盖上锅盖煮）锅巴，
锅巴冇熟，哭一上昼（上午），

锅巴熟哒，哭得有哒。
《董存瑞》
董存瑞，十八岁，参加革命游击队，
一手端机枪，一手抱姑娘，
看得伢子啵一枪，看得妹子粘一粘[diang]，

一脚跨进新娘房，脱衣寡裤就捡场（准备开始）。
《学习雷锋》
学习雷锋，不玩弹弓；
学习董存瑞，不跟妹子睡；

学习黄继光，不跟妹子玩。

### 谜语
长沙话谜语叫“谜mei3子”，猜谜语叫“估谜子”。常見謎語如：
- 河里一把刀，有嘴有眼冇眉毛（谜底：鱼）；
- 对门山上一根棍，皇帝老子不敢撑（谜底：蛇）；
- 一个日本人，拿把东洋刀，杀死一口人，跌哒四滴血（谜底：照字）。
- 粪耙子一顿，一边一砣狗粪。（谜底：小字）
- 两只猴子抬口锅，一只猴子锅里梭。（谜底：心字）
- 一点一横长，一撇到浏阳。浏阳二十里，碰个巾姑娘。（谜底：席字）
- 一点点上天，乌云盖两边，上字倒挂起，人字下面打秋千。（谜底：定字）
- 一粒谷，洒了一屋（谜底：煤油灯）
- 一个细伢子矮墩墩，火烧屁股不起身（谜底：炊壶）

### 避讳
长沙方言避讳而产生的一些词语颇具特色。楚地巫风炽烈，长沙人对于“龙，虎，鬼，梦”等事物都不能直呼其名，甚至与它们相同的字音也在回避之列。
- “龙”讳称“蛟舌子”，“玩龙灯”叫“玩蛟舌子”。“灯笼”说成“亮壳子”，“登隆街”叫“亮壳子街”。
- “老虎”讳称为“老虫，大虫”，“老虎钳”被叫做“猫头钳子”。“腐乳”的“腐”与“虎”同音，因而讳称“猫乳”“猫鱼”。“府正街”也变成“猫正街”。
- “鬼”的讳称为“浸老倌”，“田几么”（鬼字的拆写），“田老倌”，“矮路子。”
- “梦”讳称为“南柯子”“做梦”被说成“走浏阳，走混路子”。跟“梦”同音的“孟”字也要回避，姓“梦”说成姓“喜”。